# Diospyros egrettarum
Diospyros egrettarum är en tvåhjärtbladig växtart som beskrevs av I. Richardson. Diospyros egrettarum ingår i släktet Diospyros och familjen Ebenaceae. Inga underarter finns listade i Catalogue of Life.